# К-13
К-13 (Р-13, изделие 300) е съветска ракета клас „въздух-въздух“, разработена въз основа на американската ракета от същия тип „AIM-9B Sidewinder“.

## Създаване
На 24 септември 1958 г., по време на Китайско-тайванския конфликт, тайванските пилоти, въоръжени с американски самолети F-86 „Sabre“, за пръв път в света използват управляеми ракети клас „въздух-въздух“ в бой. Ракетите са AIM-9B „Sidewinder“ и с тях в течение на конфликта са свалени 11 китайски МиГ-а, но няколко ракети не улучват целите си и падат на територията на КНР.
Веднага е организирано издирването им и, въпреки че отломките им са разхвърляни на площ повече от 100 км2, благодарение на огромното количество войници в китайската армия не след дълго са събрани частите на 3 ракети. Според други данни оцелял във въздушна схватка МиГ-17 каца с невзривена AIM-9B в тялото си. Научавайки за това, съветското правителство веднага изпраща група от 30 специалисти, начело с главния конструктор на Завод №134 „И.И. Торопов“, за да приберат останките от ракетите. Китай предава на СССР почти всички части, но поради започналото влошаване на отношенията помежду им „забравя“ да предаде най-важната система – топлинната (инфрачервена) глава за самонасочване.
След дълги „напомняния“ от страна на правителството на Хрушчов, всички елементи пристигат в Съветския съюз и съветските специалисти се хващат за работа по копирането на ракетата. Работата е тежка и сложна, но руснаците не пестят усилия и през март 1959 са проведени първите четири пуска от наземен стенд. Същия месец са извършени и първите пускове от самолет МиГ-19, но поради предстоящото му сваляне от серийно производство, решават тези ракети да бъдат пригодени към по-перспективния МиГ-21.
На 12 декември започват изпитания, в течение на които са свалени 5 самолета-мишени МиГ-15, в това число 2 самолета с ракети, изстреляни от МиГ-21. На 2 февруари 1960 г. е взето решение за пускането на ракетата К-13 в серийно производство.
За пръв път ракетите са показани на широката публика на парада на 9 юли 1961 г. носени от МиГ-21. По класификацията на NATO получават названието AA-2 „Atol“.
Китайската страна е възнаградена подобаващо за ролята си в „създаването“ на това оръжие – през 1961 г. документацията и натурни образци на К-13 са предадени на КНР, където влизат в серийно производство под името PL-2.

## Модификации

### К-13A, Р-3С (Р-13А, изделие 310)
Подобрен вариант на базовия модел с далекобойност 0.4 – 7.6 км, височина на бойно използване до 21 500 м и възможност за използване при курсови ъгли до 65° – 70°. В началото на 1960 г. с усъвършенстваните ракети започват изпитания, които завършват през август с препоръка за приемането им на въоръжение заедно със самолета МиГ-21.

### К-13М, Р-13М (изделие 380)
В края на 1960-те години създадената 15 г. преди това AIM-9B вече е остаряла и САЩ я заменят с подобрения модел AIM-9D, при която огромният объл обтекател на главата за самонасочване е заменен с по-обтекаем, което чувствително увеличава далекобойността на ракетата.
В СССР в отговор веднага започва работа по усъвършенстването на съществуващите ракети К-13, още повече, че бушуващата по това време Виетнамска война дава добри предпоставки за запознаването с новото американско оръжие. В резултат новият вариант „Изделие 380“ е приет на въоръжение на 3 януари 1974 г. и получава името Р-13М. Една от съществените разлики с предходните модификации е това, че насочването на ракетата вече не се осъществява от корпуса ѝ, а по целеуказателни сигнали получавани от самолета-носител.

### К-13М1, Р-13М1 (изделие 380М)
Модификация, отличаваща се с повишена маневреност от предхождащите я. Работата по създаването ѝ съвпада с по-дълбоката модернизация на К-13 – ракетата К-14. Основната външна разлика на тази модификация е наличието на аеродинамични кормила с двойна стреловидност по предния ръб с цел подобряване на маневреността. От средата на 1970-те години се произвежда серийно.

### К-13Р, Р-3Р
Модификация с полуактивна радиолокационна система за самонасочване. Снаряжена е с РЛС „Сапфир 21“ и през септември 1967 г. е приета на въоръжение. По класификацията на NATO получава обозначение АА-2-2 „Advanced Atoll“.

## Тактико-технически данни
К – 13
- Дължина – 2,838 м
- Диаметър – 127 мм
- Размах – 0,528 м
- Маса – 75,3 кг
- Бойна част – 11,3 кг, осколъчно-фугасна
- Далекобойност – 0,9 – 7,6 км
- Скорост – 550 м/с

## Галерия
- К-13А (Р-3С)
- К-13 под крилото на МиГ-21
- Топлинната (инфрачервена) глава за самонасочване
- Задната част на ракетата